# Jens Lekman
Jens Martin Lekman (Angered, Gotemburgo, Suecia; 6 de febrero de 1981) es un músico de indie pop. Su música puede describirse como pop barroco con uso abundante de cuerdas y samples. Sus letras tratan temas primordialmente románticos pero con un toque melancólico y a veces con letras un tanto irónicas, que han sido comparadas a las de Stephin Merritt de The Magnetic Fields y Stuart Murdoch de Belle and Sebastian. También es conocido como «The Swedish Crooner» y se ha comparado con el cantante inglés Morrissey por su tono de voz.

## Carrera musical
Jens Lekman comenzó su carrera grabando sus canciones de forma artesanal en CD-R desde 2000 hasta 2003. Una de sus primeras canciones «Rocky Dennis' Farewell Song to the Blind Girl», llevaron a Lekman comenzó a ser conocido como «Rocky Dennis». La canción fue escrita desde el punto de vista del personaje del mismo nombre de la película de 1985 Máscara. En 2003 editó de manera independiente un EP titulado Maple Leaves en forma de vinilo de siete pulgadas que causó gran revuelo a través de su filtración en internet. Dos de sus canciones, «Maple Leaves» y «Black Cab», han sido frecuentemente tocadas en las radios suecas. Maple Leaves fue después lanzado en CD por la disquera independiente sueca Service Records. Lekman después firmaría un contrato con Secretly Canadian para editar sus discos fuera del país.
Su primer álbum, When I Said I Wanted To Be Your Dog, fue lanzado en el año 2004 e incluyó algunas pistas de sus primeras grabaciones. El disco llamó la atención de la escena alternativa tanto en Suecia como en el resto del mundo. La canción «You Are the Light» fue un éxito y fue rotado en Nordic MTV y ZTV. El álbum alcanzó el número 6 en las listas de Suecia y fue nominado para tres Grammies suecos, tres P3 Guld y tres Manifest Awards así como «Álbum del año» según la revista Nöjesguiden.
En junio del 2005 lanzó una compilación de tres de sus EP y algunos tracks extras bajo el título Oh You're so Silent, Jens. Tras el sencillo «Friday Night at the Drive-in Bingo», su segundo álbum de estudio, Night Falls Over Kortedala, fue lanzado en septiembre de 2007 en Suecia y en octubre en el resto del mundo. El álbum recibió críticas favorables, y fue incluido entre los mejores álbumes de la década por publicaciones como Paste y The Guardian. En 2010 colaboró en una canción de Javiera Mena del disco Mena «Sufrir», donde por primera vez canta en español. A esto siguió I Know What Love Isn't en septiembre de 2012, el tercer álbum de Lekman, que también recibió críticas favorables. El 2 de septiembre de 2014, Lekman lanzó un mixtape de 33 minutos titulado WWJD, que incluía tres canciones inéditas: «WWJD», «I Remember» y «What's That Perfume That You Wear?».
Durante el 2015, Lekman lanzó una nueva canción cada semana en su sitio web de forma gratuita en un proyecto titulado Postcards, cada pista con el número de la semana, haciendo un total de 52 canciones. Al mismo tiempo, lideró un experimento musical llamado Ghostwriting donde traduce en canciones historias enviadas por el público. El cuarto álbum de Lekman, Life Will See You Now, fue lanzado el 17 de febrero de 2017 en el sello Secretly Canadian.

## Discografía

### Álbumes
- When I Said I Wanted to Be Your Dog (Service Records, 7 de abril de 2004; Secretly Canadian, 7 de septiembre de 2004)
- Night Falls Over Kortedala (Service Records, 5 de septiembre de 2007; Secretly Canadian, 9 de octubre de 2007)
- I Know What Love Isn't (Secretly Canadian, 3 de septiembre de 2012)
- Life Will See You Now (Secretly Canadian, 17 de febrero de 2017)

### EPs
- The Insect EP (editado artesanalmente, 2000) - 20 copias
- 7" Vinyl EP (editado artesanalmente, 2003) - 250 copias
- Maple Leaves (Service Records, 1 de octubre de 2003; Secretly Canadian, 3 de febrero de 2004)
- Rocky Dennis in Heaven (Service Records, 21 de enero de 2004 / Secretly Canadian, 6 de abril de 2004)
- I Killed a Party Again (Editado de forma independiente, 24 de mayo) - 100 copias
- Julie (Service Records, 28 de julio de 2004) - 2000 copias
- You Are the Light (Secretly Canadian, 17 de agosto de 2004)
- The Opposite of Hallelujah (Thievery; Evil Evil, enero de 2005)
- You Deserve Someone Better Than a Bum Like Me (Editado de forma independiente, mayo de 2005)
- October 2005: Tour EP (Editado de forma independiente, octubre de 2005)
- Friday Night At the Drive-In Bingo (Service Records, julio de 2007)
- Four Songs By Arthur Russell (Rough Trade, 20 de agosto de 2007)
- An Argument With Myself EP (Secretly Canadian, 20 de septiembre de 2011)

### Sencillos
- Jens Lekman/José González (Service Records, enero de 2004) - 300 copias, incluye "If You Ever Need A Stranger (To Sing At Your Wedding)".
- El Perro del Mar/Jens Lekman (Secretly Canadian, 30 de octubre de 2004) - incluye " I Don't Know If She's Worth 900 Kronor".
- Jens Lekman/Blood Music (Insound, noviembre de 2006) - incluye "A Sweet Summer's Night on Hammer Hill", con introducción hablada.
- "Friday Night at the Drive-In Bingo" / "Radio NRJ" (Service Records, 14 de julio de 2007) - 800 copias.
- The End of the World Is Bigger Than Love (lanzamiento independiente, 2010)

### Compilaciones
- Oh You're So Silent, Jens (Service Records, 8 de junio de 2005; Secretly Canadian, 22 de noviembre de 2005)

### Colaboraciones
- «Castle in The Sky» - Montt Mardie (Clocks/Pretender, 2007)
- «Sufrir» - Javiera Mena (Mena, 2010)
- «Correspondence» - Annika Norlin (Secretly Canadian, 2019)